# Andrena ermolenkoi
Andrena ermolenkoi là một loài Hymenoptera trong họ Andrenidae. Loài này được Osytshnjuk mô tả khoa học năm 1984.